# Tunnel de Rinkeby
Le Rinkebytunneln (en français « Tunnel de Rinkeby ») est un tunnel routier du quartier de Rinkeby à Stockholm en Suède,.

## Situation
Le tunnel de Rinkeby est un tunnel de la route européenne 18. Le édifice est un tunnel en béton, qui a été construit entre 2010 et 2014 dans le cadre de la transformation de la E18 en autoroute entre Hjulsta et Kista.
Le tunnel mesure 300 mètres de long avec deux voies dans chaque direction et se compose de deux tunnels en béton séparés. L'une des raisons de la création du tunnel était de permettre à Rinkeby de se développer avec Järvafältet, là où l'Enköpingsvägen (E18) constituait auparavant une barrière. 
En 2003, la ville de Stockholm a décidé de construire des logements au-dessus de l'E18, où le trafic est attiré dans les tunnels de Tensta et de Rinkeby.

## Galerie

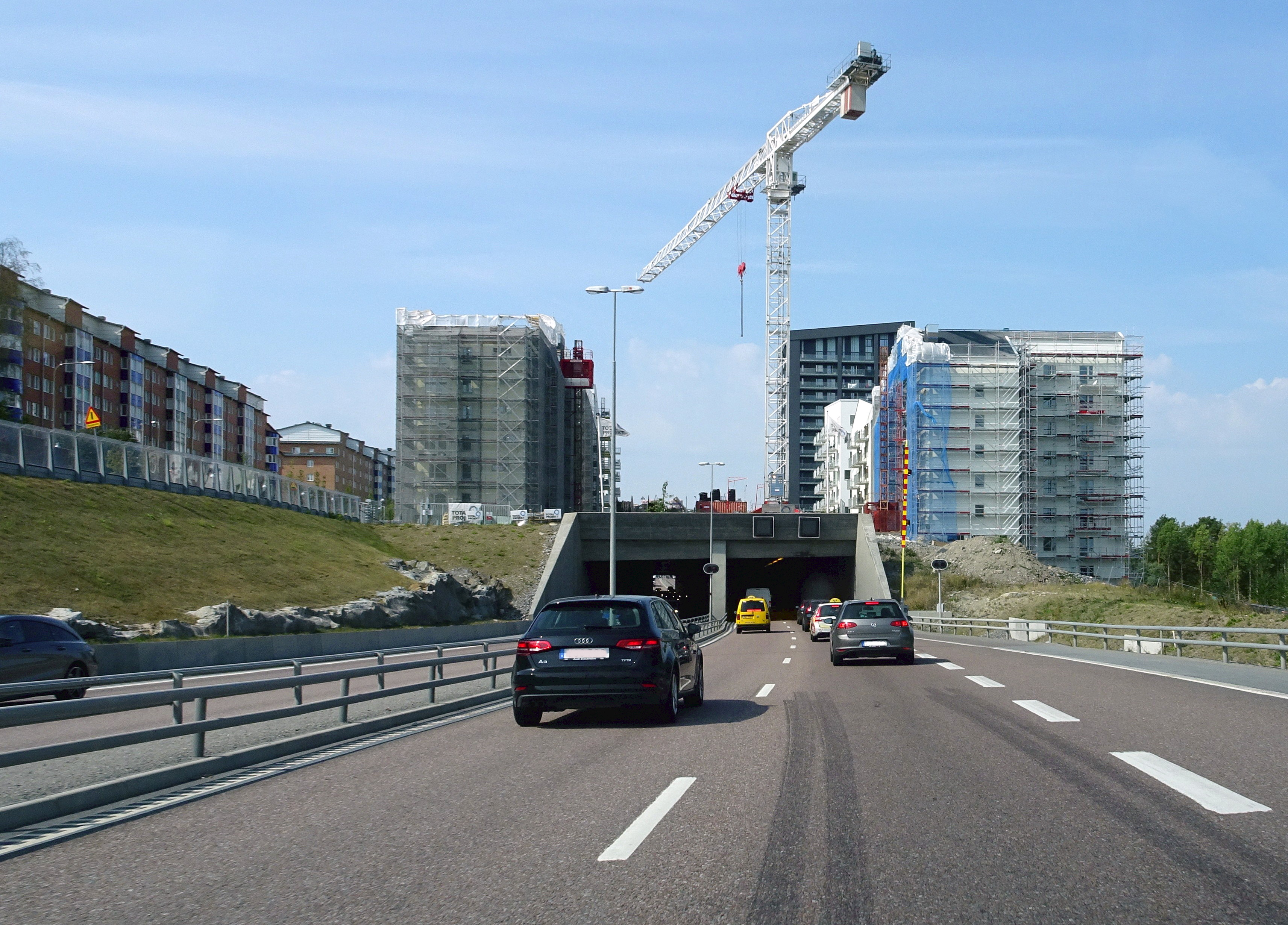
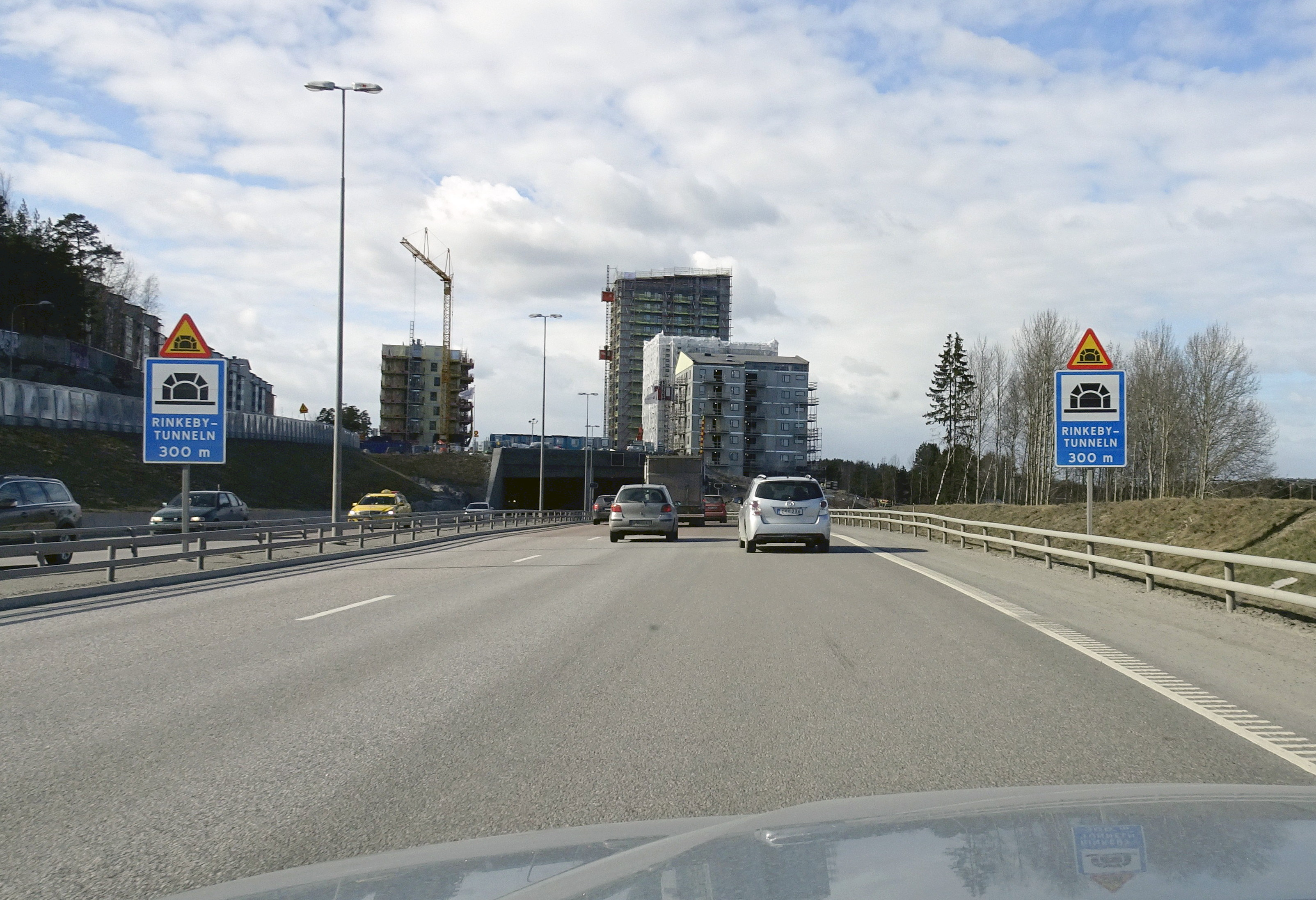
Entrée ouest du tunnel.
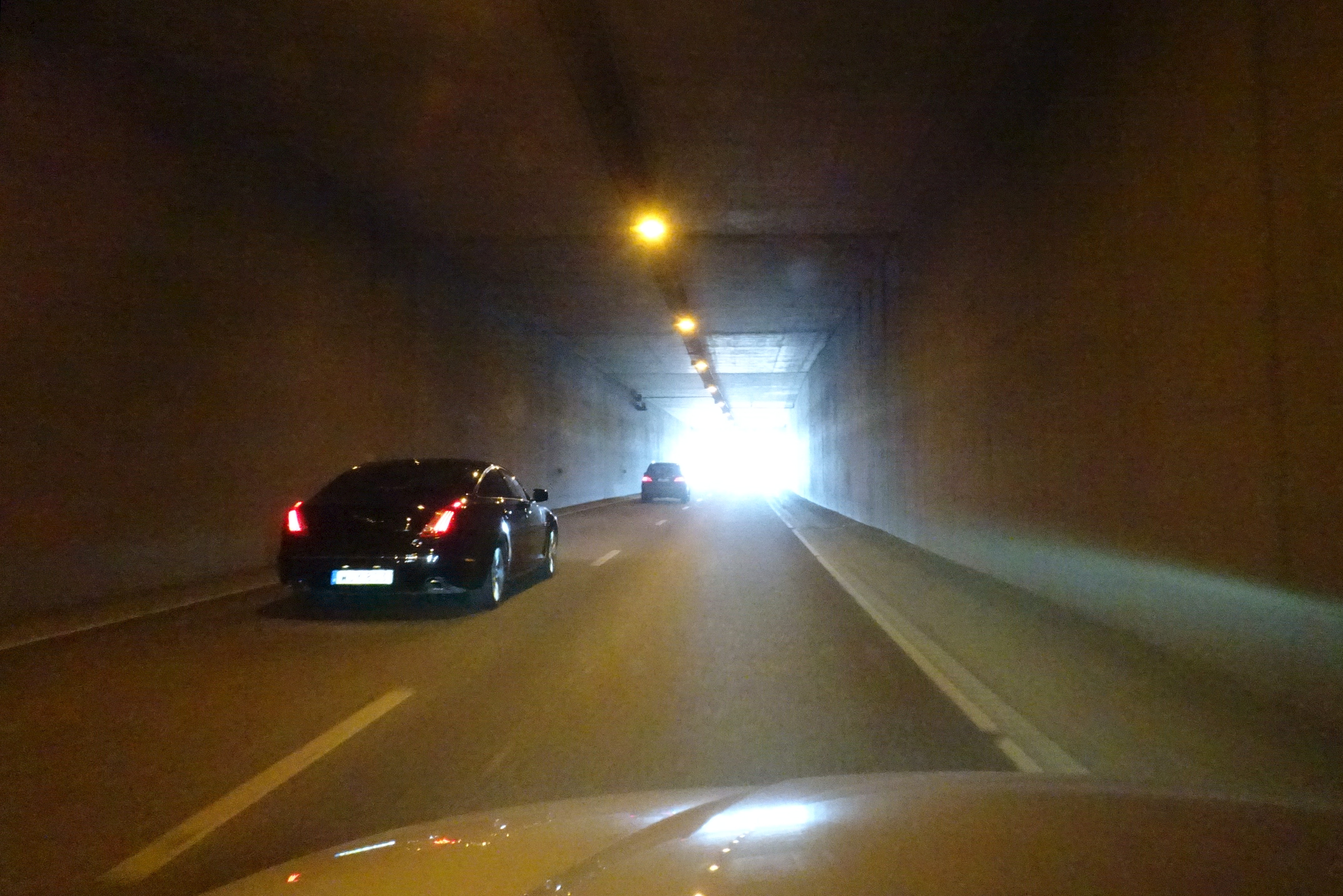